# Pat Burrell
Pat Burrell é um jogador profissional de beisebol estadunidense.

## Carreira
Pat Burrell foi campeão da World Series 2010 jogando pelo San Francisco Giants.